# Expelliarmus
Expelliarmus is een toverspreuk in de Harry Potter-boeken van de Britse schrijfster J.K. Rowling. Met behulp van deze spreuk kan de betreffende heks of tovenaar zijn tegenstander ontwapenen van zijn toverstaf.
Expelliarmus is vrij vertaald vanuit het Latijn 'verban het wapen'. Expelli is Latijn voor "verban" (gebiedende wijs) en arma betekent "wapen". Expelliarmus geldt als een simpele, vrij onschuldige spreuk, die echter meerdere keren het leven van Harry Potter heeft gered.
Harry en zijn vrienden krijgen voor het eerst met deze spreuk te maken in het tweede deel van de reeks, Harry Potter en de Geheime Kamer. Hun toenmalige leraar Verweer tegen de Zwarte Kunsten, Gladianus Smalhart, richt namelijk een duelleerclub op. Professor Sneep ontwapent Smalhart bij een oefening waarbij de leerlingen toekijken.
In het zevende en laatste boek uit de reeks, Harry Potter en de Relieken van de Dood, komt Harry door het gebruiken van deze spreuk in de problemen. Men wil Harry naar Het Nest brengen, maar om Voldemort te misleiden drinken zes anderen van de Wisseldrank die met een haar van Harry werd bereid zodat er zeven Harry's met zeven andere leden van de Orde van de Feniks op reis gaan. Tijdens de reis zullen ze allemaal ergens anders naartoe gaan om de eventuele Dooddoeners te misleiden. Natuurlijk weet Voldemort van het plan en stuurt hij de Dooddoeners erop af en wanneer iedere groep van de Orde (met daarin één Harry en nog een ander lid) elk een andere kant uitgaat worden ze door enkele Dooddoeners achtervolgd. Maar op het moment dat de echte Harry de spreuk Expelliarmus gebruikt weten ze dat hij de echte Harry moet zijn, omdat hij erom bekendstaat liever niemand pijn te doen en Voldemort weet dat het Harry's lijfspreuk is.